# Alpaida elegantula
Espèce
Synonymes
- Lariniacantha elegantula Archer, 1965

Alpaida elegantula est une espèce d'araignées aranéomorphes de la famille des Araneidae.

## Distribution
Cette espèce est endémique de Martinique.

## Habitat
Cette espèce se rencontre dans la mangrove.

## Description
La femelle décrite par Levi en 1988 mesure 5,8 mm.
Les mâles mesurent de 4,2 à 5,4 mm et les femelles de 5,93 à 7,46 mm.

## Publication originale
- Archer, 1965 : Nuevos argiopidos (arañas) de las Antilles. Caribbean Journal of Science, vol. 5, p. 129-133 (texte intégral).